# Tonatia bidens
Tonatia bidens е вид бозайник от семейство Американски листоноси прилепи (Phyllostomidae).

## Разпространение
Видът е разпространен в североизточна и южна Бразилия, Северна Аржентина, Парагвай и Боливия.

## Хранене
Храни се с плодове, както и с малки птици.